# Georg Schwarzenbeck
Hans-Georg „Katsche“ Schwarzenbeck (* 3. April 1948 in München) ist ein ehemaliger deutscher Fußballspieler, der seine gesamte Profikarriere bei Bayern München spielte. In seiner Karriere gewann er alle wichtigen nationalen und internationalen Titel und wurde Weltmeister, Europameister sowie sechsmal Deutscher Meister. Außerdem gewann er den Europapokal der Pokalsieger sowie je dreimal den Europapokal der Landesmeister und den DFB-Pokal.

## Karriere

### Vereine
Schwarzenbeck spielte bis zum 13. Lebensjahr beim FC Sportfreunde München, bevor er 1961 in die Jugendabteilung des FC Bayern München wechselte und dort fünf Jahre aktiv war. 
Ab der Saison 1966/67 gehörte er dem Profi-Kader der Bayern an. Er spielte auf der Position des Vorstoppers und sicherte dabei über viele Jahre die offensivere Spielweise des Libero Franz Beckenbauer defensiv ab. 
Schwarzenbeck debütierte am 8. Oktober 1966 (8. Spieltag) bei einer 1:4-Niederlage gegen Werder Bremen. Seinen ersten Treffer erzielte er erst am 25. Oktober 1969 (10. Spieltag) zur zwischenzeitlichen 1:0-Führung beim 1:3-Sieg im Auswärtsspiel bei Alemannia Aachen. Seinen letzten Treffer erzielte er am 24. März 1979, als er beim 7:1-Sieg bei Borussia Mönchengladbach den Torreigen eröffnete. Bis dahin gelang ihm in jeder Saison mindestens ein Tor; in der Ligasaison 1973/74 waren es sieben – eine Anzahl, die der offensivere Beckenbauer nie in einer Saison erreichte.
Besonders in Erinnerung bleibt er wegen seines Treffers am 15. Mai 1974: Im ersten Finale des damaligen Europapokals der Landesmeister das der FC Bayern München erreichte, erzwang er in der 120. Minute mit einem Verzweiflungsschuss aus etwa 25 Metern den 1:1-Ausgleich gegen Atlético Madrid und damit das Wiederholungsspiel, das die Bayern zwei Tage später mit 4:0 gewannen.
Neben 416 Ligapartien absolvierte er 52 DFB-Pokalspiele (7 Tore), 70 Europapokalspiele (2 Tore) und zwei Spiele um den Weltpokal. 
Schwarzenbeck errang mit dem FC Bayern München sechs Meisterschaften, drei nationale und fünf internationale Pokalsiege. 
Er ist der erste Bayernspieler, der in einem Bundesligaspiel mit der Gelben Karte verwarnt wurde, nämlich am 11. August 1973 (1. Spieltag) beim 3:1-Sieg im Heimspiel gegen Fortuna Düsseldorf durch Schiedsrichter Heinz Quindeau.
Nach der Spielzeit 1980/81 (ohne Einsatz) beendete Schwarzenbeck seine Karriere im Alter von 32 Jahren; sein letztes Bundesligaspiel bestritt er am 18. August 1979 (2. Spieltag) beim 1:1-Unentschieden gegen den FC Schalke 04.

### Nationalmannschaft
Schwarzenbeck debütierte am 7. Mai 1969 in der U-23-Nationalmannschaft bei einem 2:2 gegen Österreich in Graz. Er wurde noch einmal in der U-23 eingesetzt, nämlich am 24. April 1971 in Augsburg beim 3:0-Sieg gegen die Türkei, bevor er am 12. Juni 1971 mit einem Spiel in Karlsruhe (2:0-Sieg über Albanien) seine Karriere in der A-Nationalmannschaft begann. Sie endete am 22. Februar 1978 in München mit dem 2:1-Sieg über England. Schwarzenbeck gehörte im Anschluss, ohne jedoch eingesetzt zu werden, zum Kader der DFB-Elf für die WM 1978. Er kam letztlich auf 44 Einsätze.
Seine größten Erfolge mit der Nationalmannschaft waren der Gewinn des Weltmeistertitels 1974, des Europameistertitels 1972 und der zweite Platz bei der Europameisterschaft 1976 in Jugoslawien. Anlässlich des Gewinns des Weltmeistertitels 1974 erhielt er das Silberne Lorbeerblatt.
Auch in der Nationalmannschaft spielte Schwarzenbeck lange Jahre als defensive Absicherung von Franz Beckenbauer.

## Erfolge
- Weltmeister 1974
- Europameister 1972, Vize-Europameister 1976
- Weltpokal-Sieger 1976
- Europapokalsieger der Landesmeister 1974, 1975, 1976
- Europapokalsieger der Pokalsieger 1967
- Deutscher Meister 1969, 1972, 1973, 1974, 1980, 1981
- DFB-Pokal-Sieger 1967, 1969, 1971
- Ehrenmitglied des FC Bayern

## Sonstiges
Über seinen Spitznamen Katsche berichtete er: „Den Spitznamen hatte ich schon als Bub, als wir noch mit den Nachbarskindern auf der Wiese am Perlacher Forst gespielt haben.“
Schwarzenbecks Stil war einfach und schnörkellos. Vor allem der Kontrast zum eleganten Techniker Franz Beckenbauer, der sich auch in beider Persönlichkeiten widerspiegelt, wurde immer wieder bemerkt und thematisiert (Der Putzer des Kaisers, Kaiser und Katsche). In dem Film Wehe, wenn Schwarzenbeck kommt von May Spils spielt Schwarzenbeck eine Nebenrolle. Wolf Wondratschek schrieb das Gedicht für Georg Schwarzenbeck. Während der Europapokalspiele 1973 gegen Ajax Amsterdam wurde er von einem niederländischen Reporter als „half mens, half stier“ (halb Mensch, halb Stier) beschrieben.
Nach seiner Sportlerlaufbahn übernahm der in Harlaching wohnende Schwarzenbeck 1983 von einer Tante einen Schreibwarenladen in der Münchner Au, den er bis 2008 betrieb. Der Laden war bis zuletzt auch Lieferant des FC Bayern für Schreibwaren.
Im Juni 2008 hatte Schwarzenbeck eine Gastrolle als Fußballtrainer in der bayerischen Daily Soap Dahoam is Dahoam.
Schwarzenbeck ist verheiratet und hat zwei Kinder.